# شهرستان ژرونگ
شهرستان ژرونگ (به لاتین: Zherong County) یک شهرستان‌های جمهوری خلق چین در چین است که در نینگده واقع شده‌است.